# Gradient màu

Dải màu tuyến tính hoặc trục

Trong lĩnh vực màu sắc, một dãy màu (còn được biết đến là một bảng màu hoặc một chuỗi màu) xác định một loạt màu phụ thuộc vào vị trí, thường được sử dụng để điền màu vào một khu vực cụ thể..

Trong việc gán màu cho một tập hợp các giá trị, một dãy màu là một bảng màu liên tục, một loại sơ đồ màu. Trong đồ họa máy tính, thuật ngữ "swatch" đã trở thành thuật ngữ chỉ một bảng màu của các màu sắc đang hoạt động.

gradient color trong thế giới hoặc mẫu danh sách
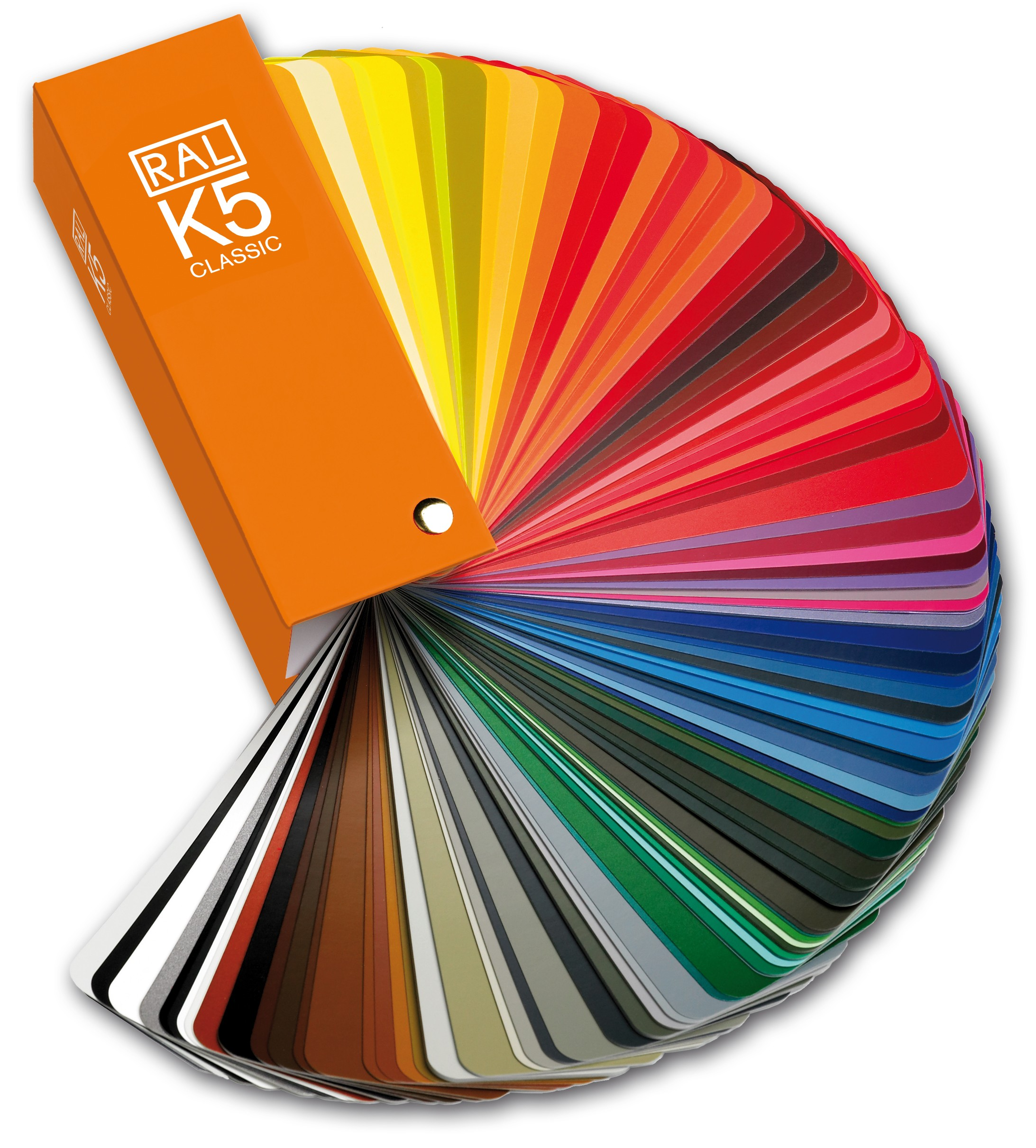
Quạt màu RAL CLASSIC K5
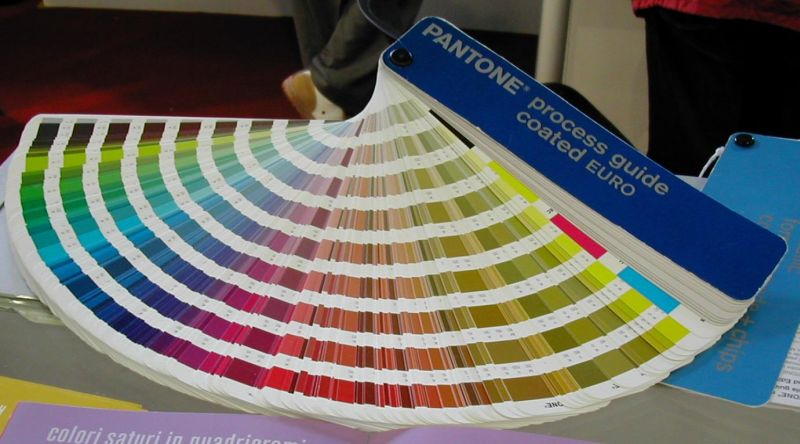
Color select pathPantone
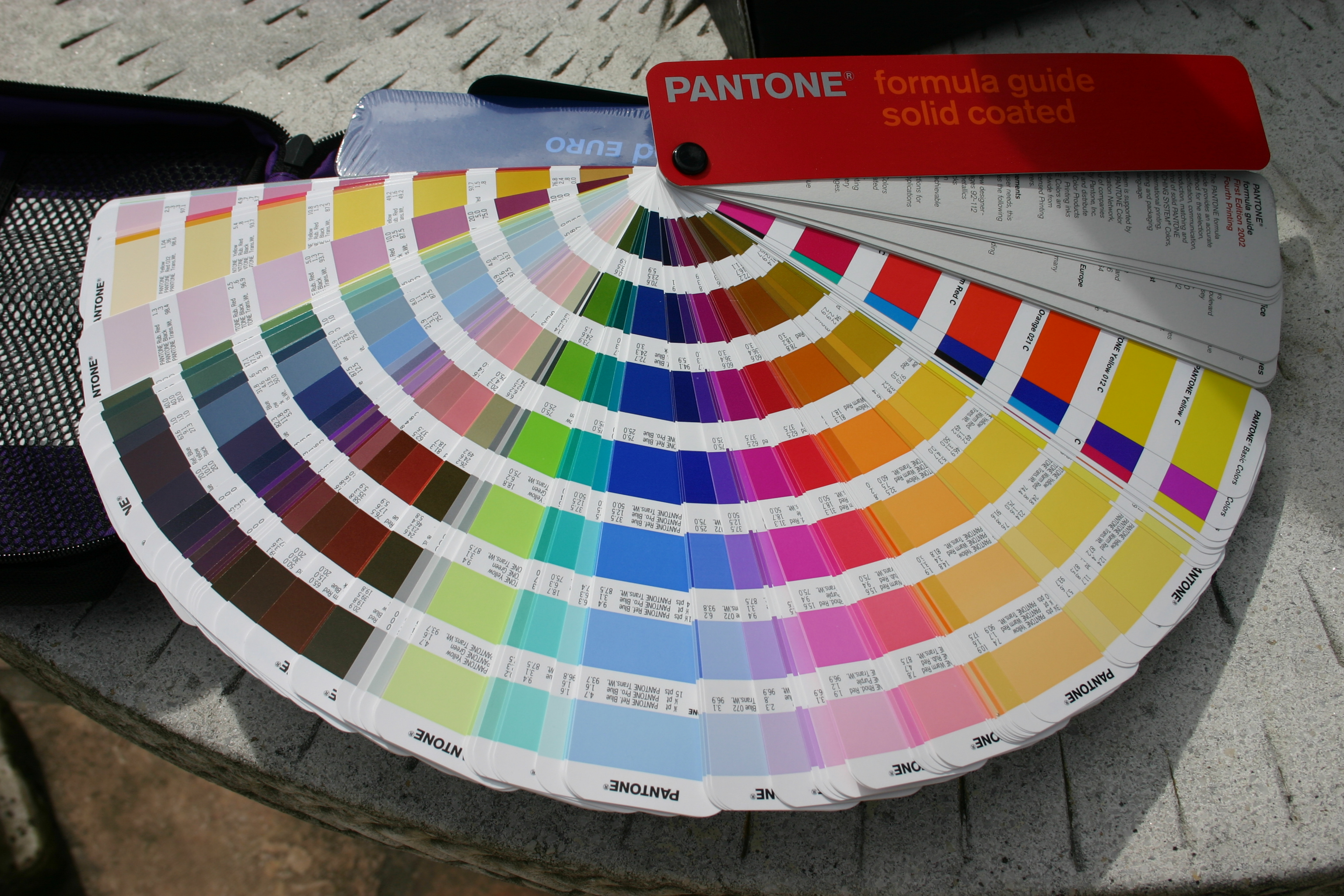
cơ sở thẻ màu và sự pha trộn củaPantone
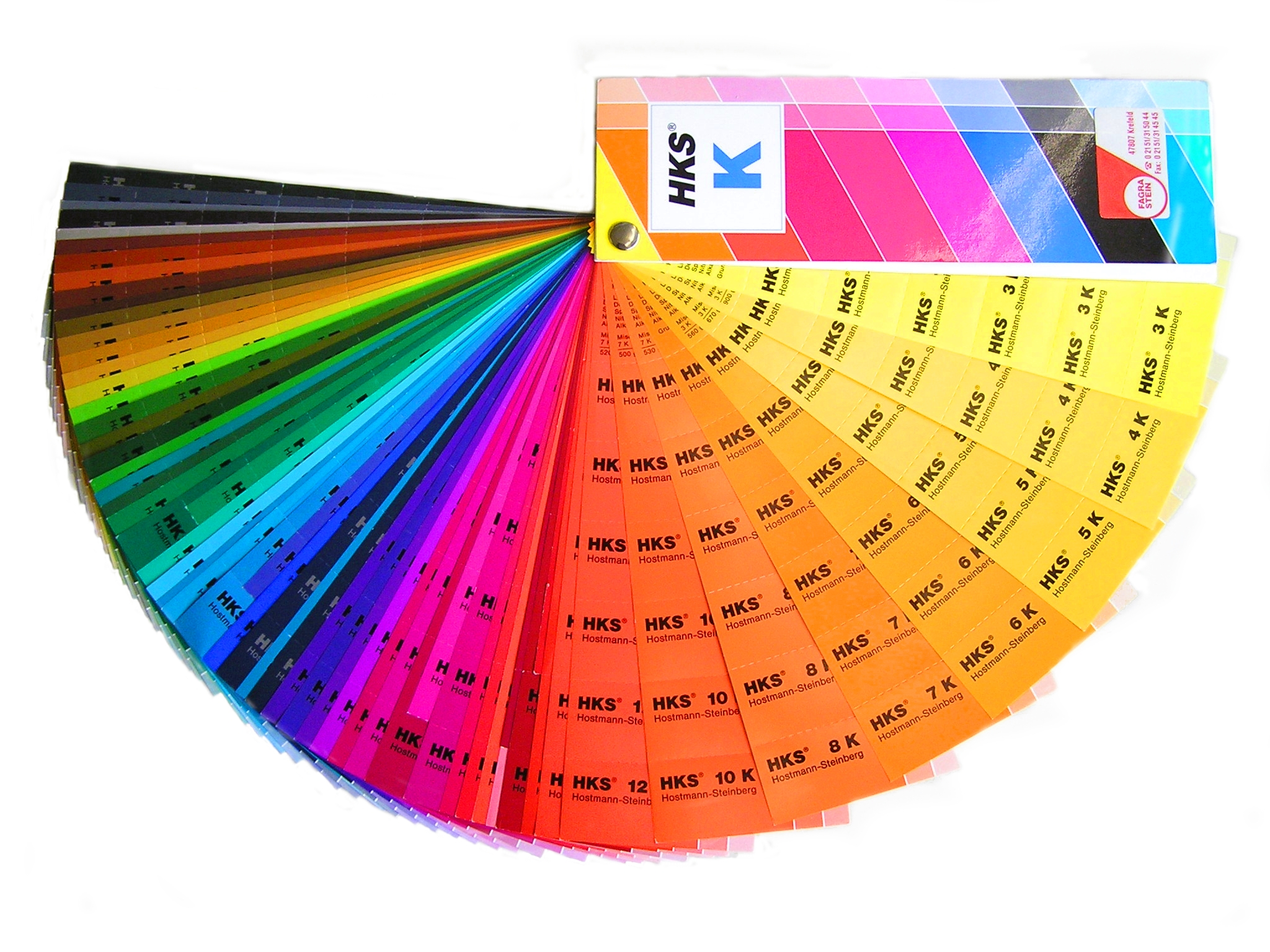
đèn màuHKS

## Các định nghĩa
- Dãy màu là một tập hợp các màu sắc được sắp xếp theo thứ tự tuyến tính (được sắp xếp). Một bảng màu liên tục là một đường cong thông qua không gian màu.

### Định nghĩa chặt chẽ
Bảng màu là một hàm kết nối một giá trị thực r với điểm c trong không gian màu. {\displaystyle C}
{\displaystyle f:[r_{min},r_{max}]\subset \mathbf {R} \to C}
được xác định bởi:
- một không gian màu C
- chuỗi các điểm lấy mẫu ngày càng tăng {\displaystyle r_{0}<...<r_{m}\in [r_{min},r_{max}]}
- một loạt các giá trị trong không gian màu {\displaystyle c_{0},...,c_{m}\in C}
- bản đồ {\displaystyle f(r_{i})=c_{i},i=0,...,m}
- quy tắc nội suy các giá trị trung gian {\displaystyle r_{i-1}<r<r_{i}\in [r_{min},r_{max}]}

Ở đâu:
- r là số thực {\displaystyle r\in [r_{min},r_{max}]\subset \mathbf {R} }
- {\displaystyle \mathbf {R} } là tập hợp số thực
- c là một màu = điểm trong không gian màu C

## Các loại
Tiêu chí phân loại:
- Kích thước Rời rạc (phân loại, lược đồ màu) / Liên tục Hình dạng
- Phạm vi: đầy đủ hoặc giới hạn. Ví dụ: màu pastel với phạm vi giới hạn về độ bão hòa.
- Đồng nhất theo cảm giác
- Thứ tự Đã được sắp xếp (tuần tự) và không được sắp xếp (categorical)
- Thứ tự cảm giác
- Khả năng đọc cho người mù màu hoặc người có khuyết tật màu (thân thiện với người mù màu) Không gian màu
- Độ sâu màu (Dịch và viết lại, liệt kê)

### Kích thước
- 1D
- 2D:[3] Bản đồ đa biến, hai biến hoặc ba biến
- 3D

1. ↑  cssgradient: CSS Gradient Swatches
2. ↑  The Good, the Bad, and the Ugly: A Theoretical Framework for the Assessment of Continuous Colormaps by Roxana Bujack, Terece L. Turton, Francesca Samsel, Colin Ware
3. ↑  A survey and task-based quality assessment of static 2D colormaps  Author(s): Bernard, Jürgen; Steiger, Martin; Mittelstädt, Sebastian; Thum, Simon; Keim, Daniel; Kohlhammer, Jörn, In Kao, David L. (Ed.) ; Society for Imaging Science and Technology -IS&T-; Society of Photo-Optical Instrumentation Engineers -SPIE-, Bellingham/Wash.: Visualization and Data Analysis 2015 : 9–11 February 2015, San Francisco, California Bellingham, WA: SPIE, 2015 (Proceedings of SPIE 9397) ISBN 9781628414875